# Pappa har en väninna
Pappa har en väninna är en amerikansk komedifilm från 1937 i regi av Mitchell Leisen, med manus av Preston Sturges efter en historia av Vera Caspary.

## Handling
Efter att bank och finansmannen JB Ball tröttnat på sin familjs dyra vanor slänger han ut en av sin frus pälsar genom fönstret. Den landar på den fattiga Mary Smith som försöker lämna tillbaka den, men dras in i familjens problem. Marys liv ändras sedan radikalt då hon misstas för Balls älskarinna.

## Rollista
- Jean Arthur - Mary Smith
- Edward Arnold - JB Ball
- Ray Milland - John Ball Jr.
- Luis Alberni - Louis Louis
- Mary Nash - Jenny Ball
- Franklin Pangborn - Van Buren, hattförsäljare
- Barlowe Borland - Gurney
- William Demarest - Wallace Whistling
- Andrew Tombes - E.J. Hulgar
- Esther Dale - Lillian
- Harlan Briggs - Mr. Higgenbottom
- William B. Davidson - Mr. Lester Hyde
- Robert Greig - Graves, butler